# Scalan College

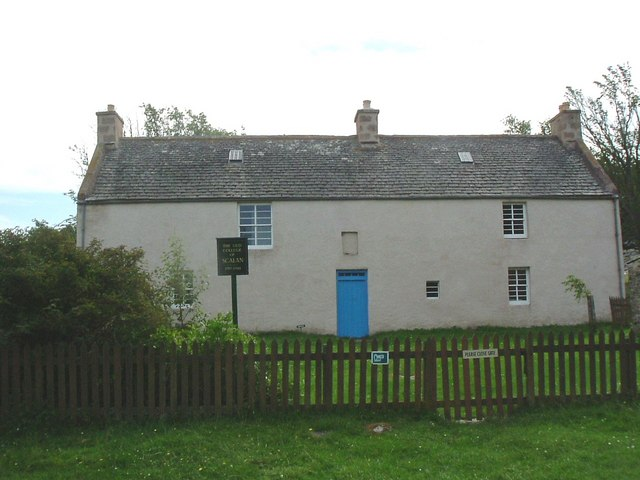
Scalan College

Das Scalan College ist ein ehemaliges Priesterseminar nahe der schottischen Ortschaft Tomintoul in der Council Area Moray. 1972 wurde das Bauwerk in die schottischen Denkmallisten zunächst in der Kategorie B aufgenommen. Die Hochstufung in die höchste Denkmalkategorie A erfolgte 1987. Die zugehörige North Mill ist separat als Kategorie-A-Denkmal geschützt.

## Geschichte
Nach der schottischen Reformation im Jahre 1560 war die Ausübung des römisch-katholischen Glaubens unter Strafe gestellt. Um sich der Verfolgung zu entziehen, agierten die wenigen verbliebenen katholischen Gemeinschaften versteckt. Der in den ländlichen Regionen Morayshires vorherrschende Clan Gordon, der, je nach Periode, die Position des Earls of Huntly, Marquess of Huntly beziehungsweise Dukes of Gordon innehatte, verblieb jedoch als eine von wenigen Adelslinien katholisch.
Das Scalan College wurde im Jahre 1716 durch Bischof James Gordon als Priesterseminar initiiert. Zum Schutz gegen unerwünschte Entdeckung wurde es in den entlegenen Braes of Glenlivet eingerichtet. Es wurde ein unauffälliges, abgelegenes Bauernhaus weitergenutzt. Trotz der Bemühungen um Verschleierung mussten sich seine Bewohner mehrfach vor Regierungstruppen verstecken. Im Nachgang der Schlacht bei Culloden wurde das Gebäude durch Truppen des Dukes of Cumberland niedergebrannt. Die Gemeinschaft baute das Scalan College daraufhin wieder auf.
Das heutige Gebäude wurde 1767 errichtet. Zur Verschleierung wurde sein Äußeres im Stile eines zeitgenössischen Bauernhauses gestaltet. 1799 wurde das Priesterseminar am Standort aufgegeben und zunächst nach Aquhorthies House in Aberdeenshire verlegt. Wiederum 30 Jahre später wurde es durch das bis in die 1980er Jahre betriebene Blairs College abgelöst. Scalans letzter Vorsteher, Paul MacPherson, initiierte 1799 den Bau der nahegelegenen Church of Our Lady of Perpetual Succour. Das ehemalige Scalan College wurde als Gehöft weiter betrieben und um Außengebäude ergänzt. 1990 wurde das Gebäude restauriert. Dem Scalan College wird eine bedeutende Rolle für den Erhalt des römisch-katholischen Glaubens in Schottland zugesprochen. Während der aktiven Zeit wurden rund 100 Priester ausgebildet.

## Beschreibung
Das Scalan College steht isoliert in den Braes of Glenlivet rund acht Kilometer östlich von Tomintoul. Die Hauptfassade des schlichten zweigeschossigen Gebäudes ist vier Achsen weit. Mit späteren Anbauten bildete das Gebäude einen U-förmigen Grundriss. Sein Bruchsteinmauerwerk ist mit Harl verputzt. Das abschließende Satteldach ist mit lokal gebrochenem Schiefer eingedeckt und firstständigen Kaminen ausgeführt.

## North Mill
Heute wird die Errichtung der North Mill auf die zweite Hälfte des 19. Jahrhunderts datiert. Möglicherweise existierte ein Vorgängerbauwerk. Die Dreschmaschine ist auf jeden Fall älter als das Gebäude selbst. Sie wird auf das späte 18. bis frühe 19. Jahrhundert datiert. Das Mauerwerk des L-förmigen Gebäudes besteht aus Bruchstein. Die Wassermühle wurde über ein hölzernes Wasserrad mit gusseinernem Rahmenwerk angetrieben. Ein hölzerner Kanal führte das vom Crombie Water abgezweigte Wasser dem 3,7 Meter durchmessenden Rad zu. Die Schaufeln des mittelschlächtigen Wasserrades sind im Winkel von 40° bis 45° angebracht.